# 伍斯特角
72°20′S 60°50′W / 72.333°S 60.833°W
伍斯特角（英語：Wüst Inlet）是南極洲的海岬，位於帕爾默地東岸的梅爾茲半島東面，寬9公里，處於聖誕角和奧德曼斯角之間，在1940年由美國研究隊拍攝空中照片，現時由南極條約體系管理。